# Wildsteig
Wildsteig település Németországban, azon belül Bajorországban. Lakosainak száma 1344 fő (2023. december 31.).

## Népesség
A település népessége az elmúlt években az alábbi módon változott:
| Lakosok száma | 690  | 1063 | 949  | 1024 | 1259 | 1325 | 1298 | 1303 | 1326 | 1344 |
|               | 1875 | 1950 | 1975 | 1987 | 2012 | 2014 | 2016 | 2017 | 2021 | 2023 |